# Alexander Roslin
Alexander Roslin (Malmö, 15 luglio 1718 – Parigi, 5 luglio 1793) è stato un pittore svedese, noto soprattutto come ritrattista.

## Biografia

### I primi anni e l'inizio della carriera
Figlio del medico militare Hans Roslin e di sua moglie Catherine Wertmüller, Alexander Roslin si formò come artista in Svezia iniziando a dipingere piccole miniature sin dalla gioventù. All'età di sedici anni divenne allievo del pittore di corte Georg Engelhard Schröder a Stoccolma, col quale rimase affiliato sino al 1741 ed attraverso il quale apprese la tecnica della pittura ad olio facendo pratica sulle grandi tele commissionate dalla corte. Distaccatosi dal maestro, nel 1741 Roslin si stabilì a Göteborg ove rimase sino al 1745.
Soggiornò poi in Germania, dove era stato invitato dal margravio di Bayreuth. Nel 1747 intraprese un viaggio in Italia per studiare gli antichi maestri di pittura, visitando Venezia, Bologna, Ferrara, Roma, Napoli e Parma presso la cui famiglia ducale fu a servizio.
Grazie a una lettera di raccomandazione della duchessa di Parma, Luisa Elisabetta, figlia di Luigi XV, egli venne inviato in Francia soggiornando a Parigi.

### A Parigi
Nella capitale francese, Roslin fu ricevuto coi migliori più alti onori e venne ammesso alla Reale accademia di pittura: le sue opere furono esposte al Salon del 1753 ed egli decise di trasferirsi definitivamente a Parigi. L'8 gennaio 1759, sposò Marie-Suzanne Giroust (1734-1772) e la coppia ebbe in totale sei figli, tre maschi e tre femmine. In Francia, Roslin realizzò tra i suoi più bei ritratti privati e per la famiglia reale francese, sviluppando sempre più le proprie doti artistiche, in particolare nell'esecuzione dei dettagli. Questa sua particolarità lo rese particolarmente noto nella società europea dell'epoca al punto che il re di Francia gli provvide un appartamento personale al palazzo del Louvre. Nel 1767 Roslin venne ammesso a far parte dell'Académie française.
Il suo mito di svedese all'estero gli procurò molte amicizie dei compatrioti in visita in Francia durante quegli anni, assistito talvolta anche da alcuni allievi provenienti direttamente dalla Svezia. Negli anni 1774-1775, Roslin fece visita alla Svezia dipingendo ancora una volta per la corte e realizzando ritratti di uomini illustri come quello di Linneo divenuto il più celebre ritratto dello scienziato svedese.
Al suo ritorno a Parigi, decise di ripartire alla volta di San Pietroburgo dove la zarina Caterina II di Russia gli commissionò diverse opere sperando di riuscire a trattenerlo al proprio servizio, ma Roslin declinò l'offerta pur allettante e fece ritorno in Francia ove continuò a vivere sino alla sua morte. Dopo il suo ritorno a Parigi venne onorato dell'appartenenza alla Målareakademien di Vienna e all'Accademia d'arte di Firenze.

## Tecnica
La forza principale della pittura di Roslin consiste essenzialmente nell'uso travolgente ed espressivo del colore ancor più di molti suoi contemporanei. Roslin si specializzò nello studio dei particolari e nel modo di rendere i differenti materiali, in particolare delle decorazioni in oro, a ricamo, della seta o del velluto, il tutto accompagnato da un profondo realismo ed espressionismo che traspare dai volti dei suoi ritratti.

## Galleria d'immagini

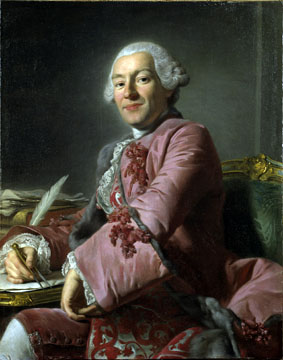
Barone Carl Fredrik Adelcrantz, 1754
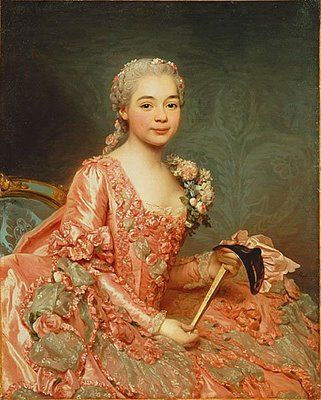
Baronessa di Neubourg-Cromière, 1756, Nationalmuseum, Stoccolma
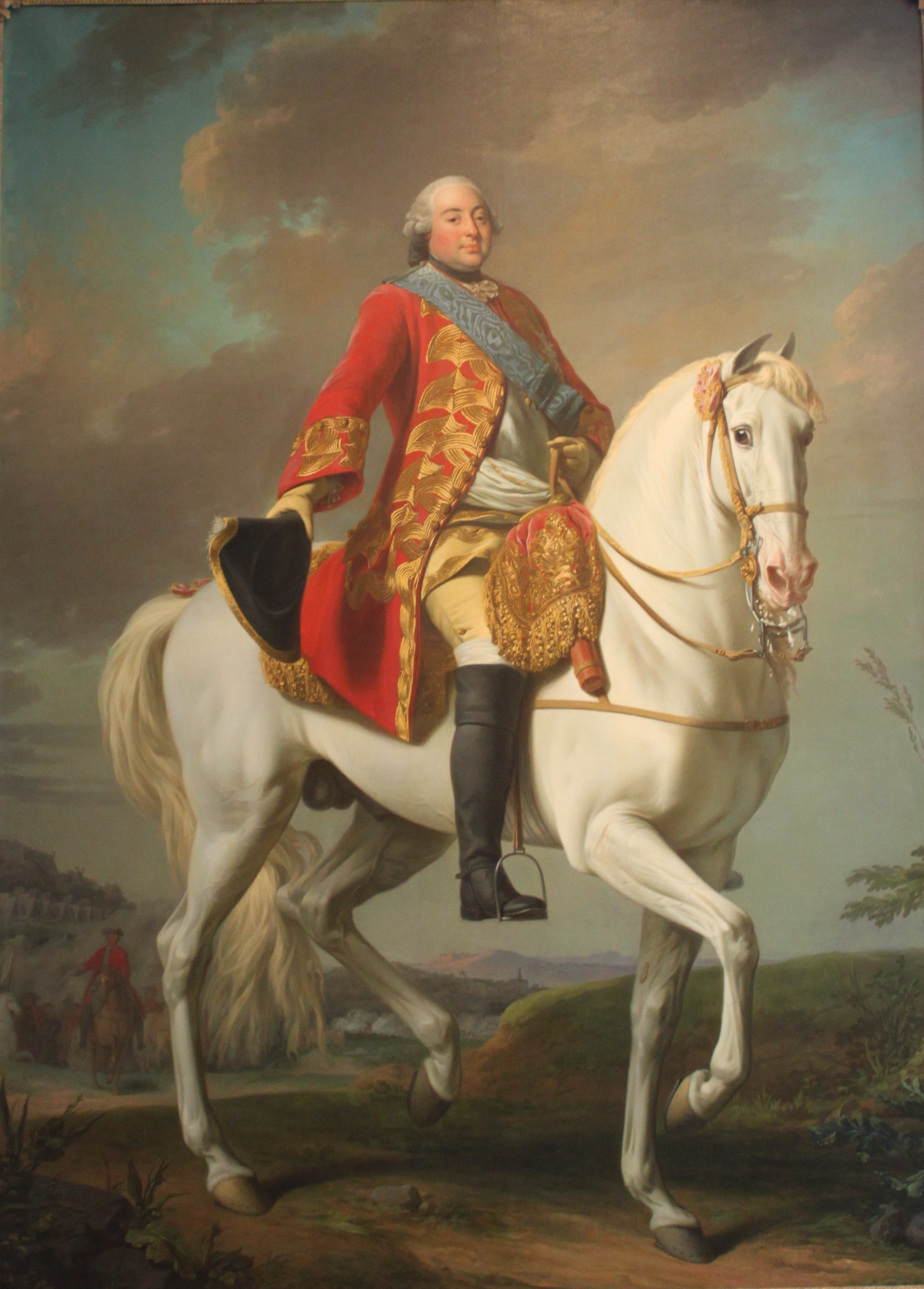
Luigi Filippo I di Borbone-Orléans, nell'atto di salutare il suo esercito sul campo di battaglia, 1757, olio su tela, The Detroit Institute of Arts
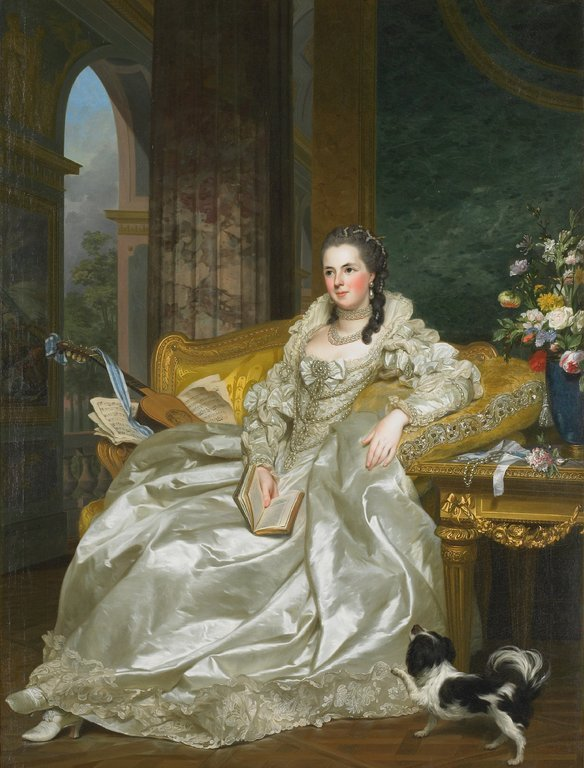
Jeanne Sophie de Vignerot du Plessis, contessa d’Egmont Pignatelli, 1763
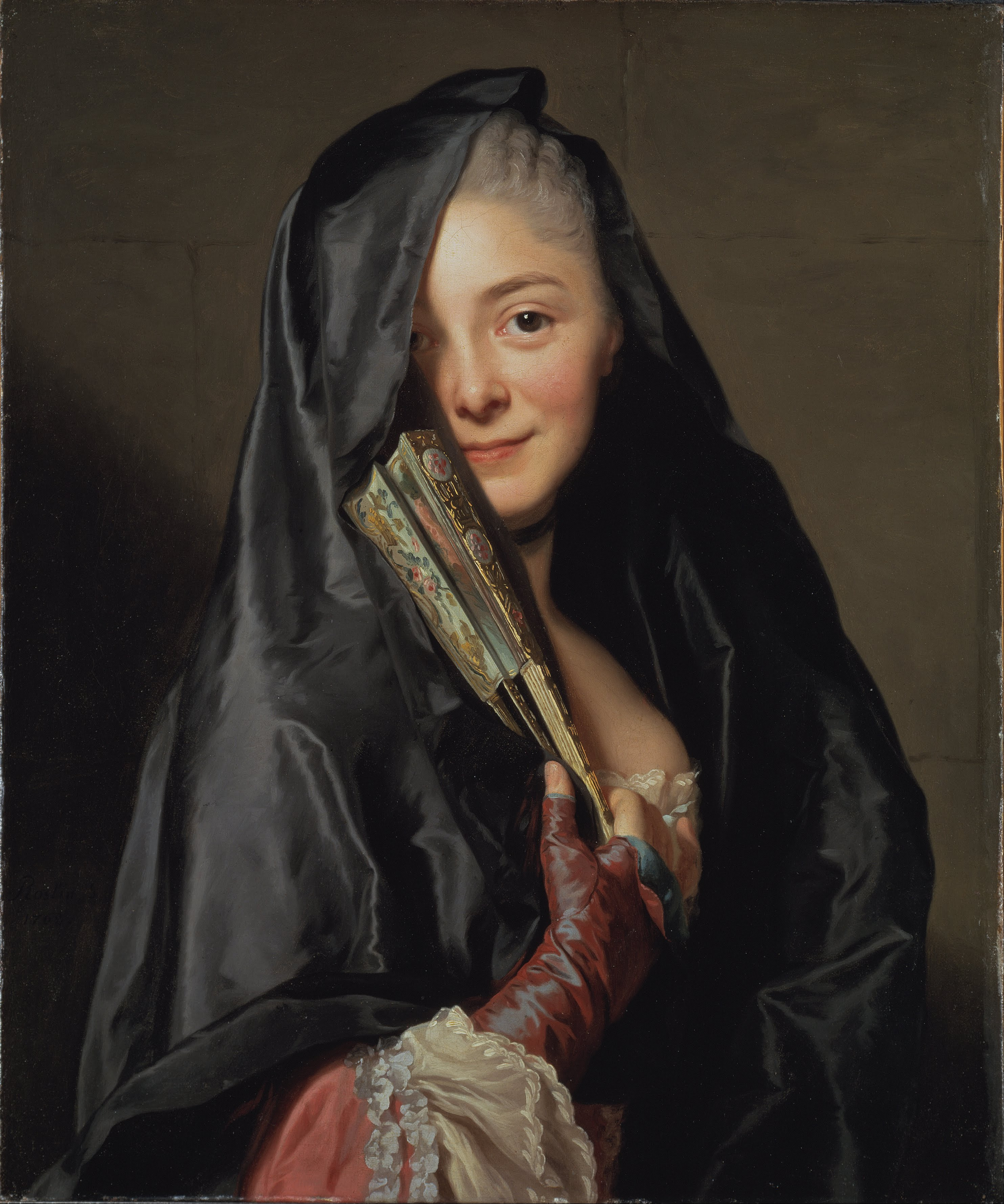
Dama con velo (moglie dell'artista), 1768, vestita ""á la Bolognaise"
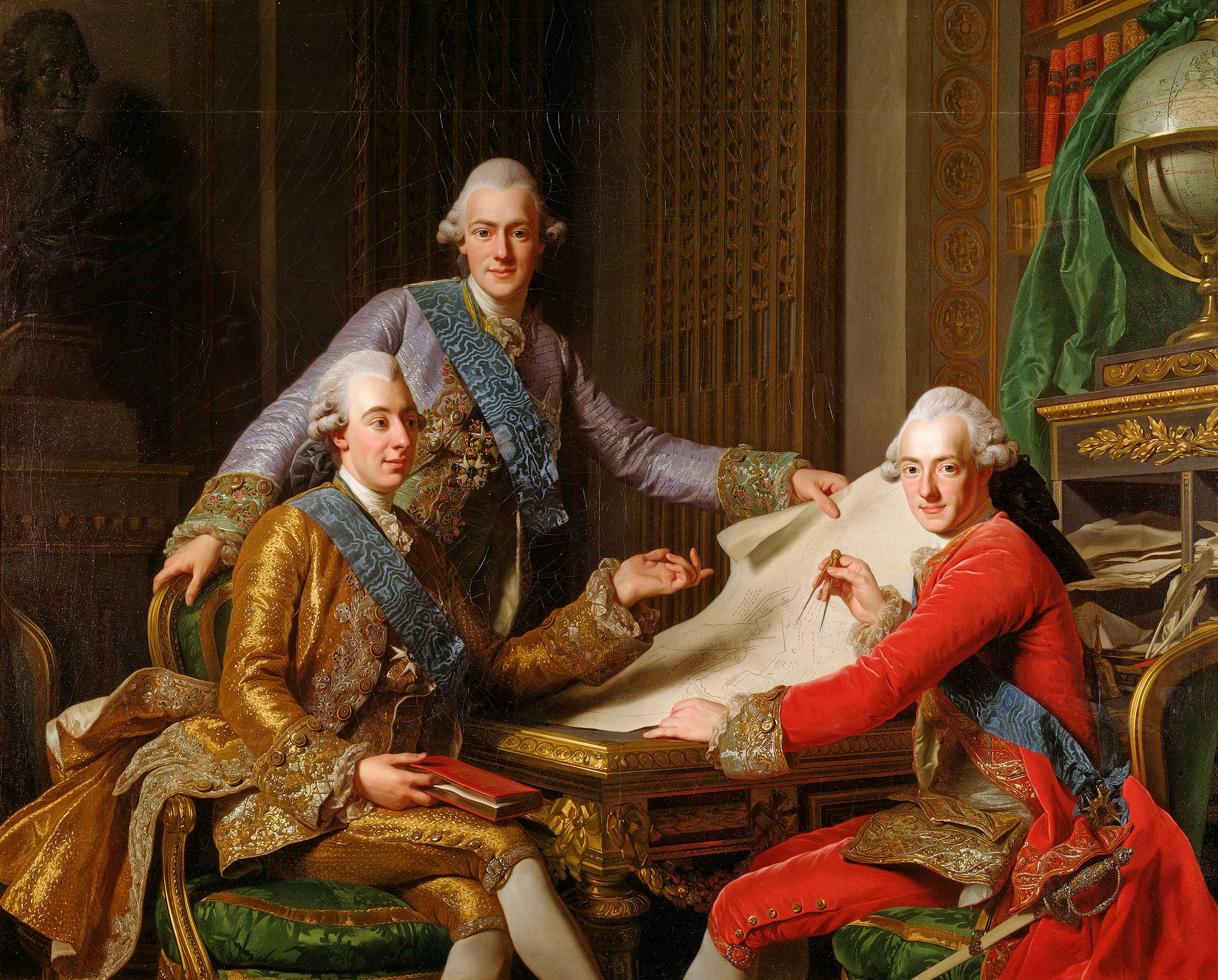
Gustavo III di Svezia coi fratelli Carlo e Federico Adolfo, 1771
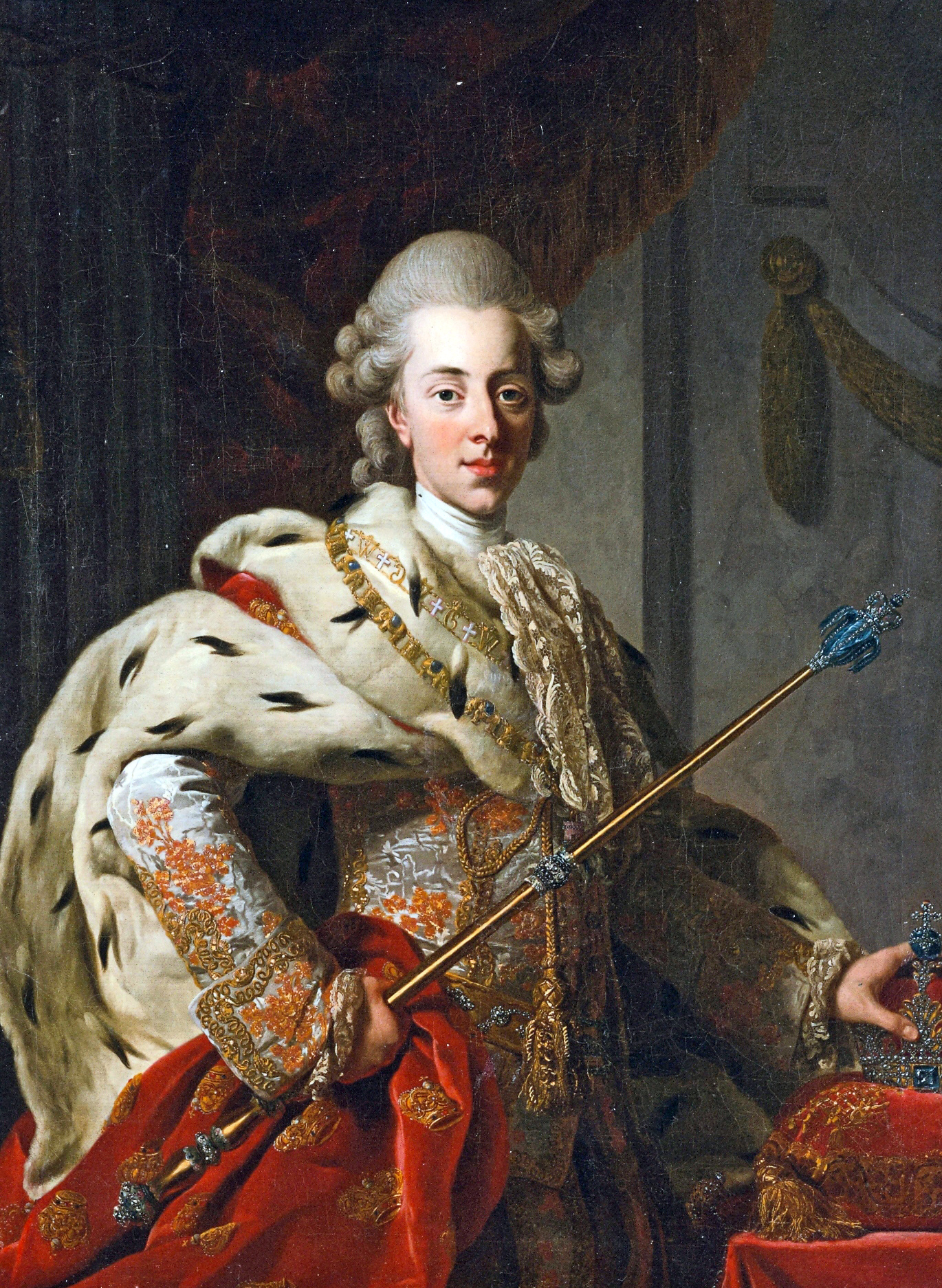
Cristiano VII di Danimarca, 1772
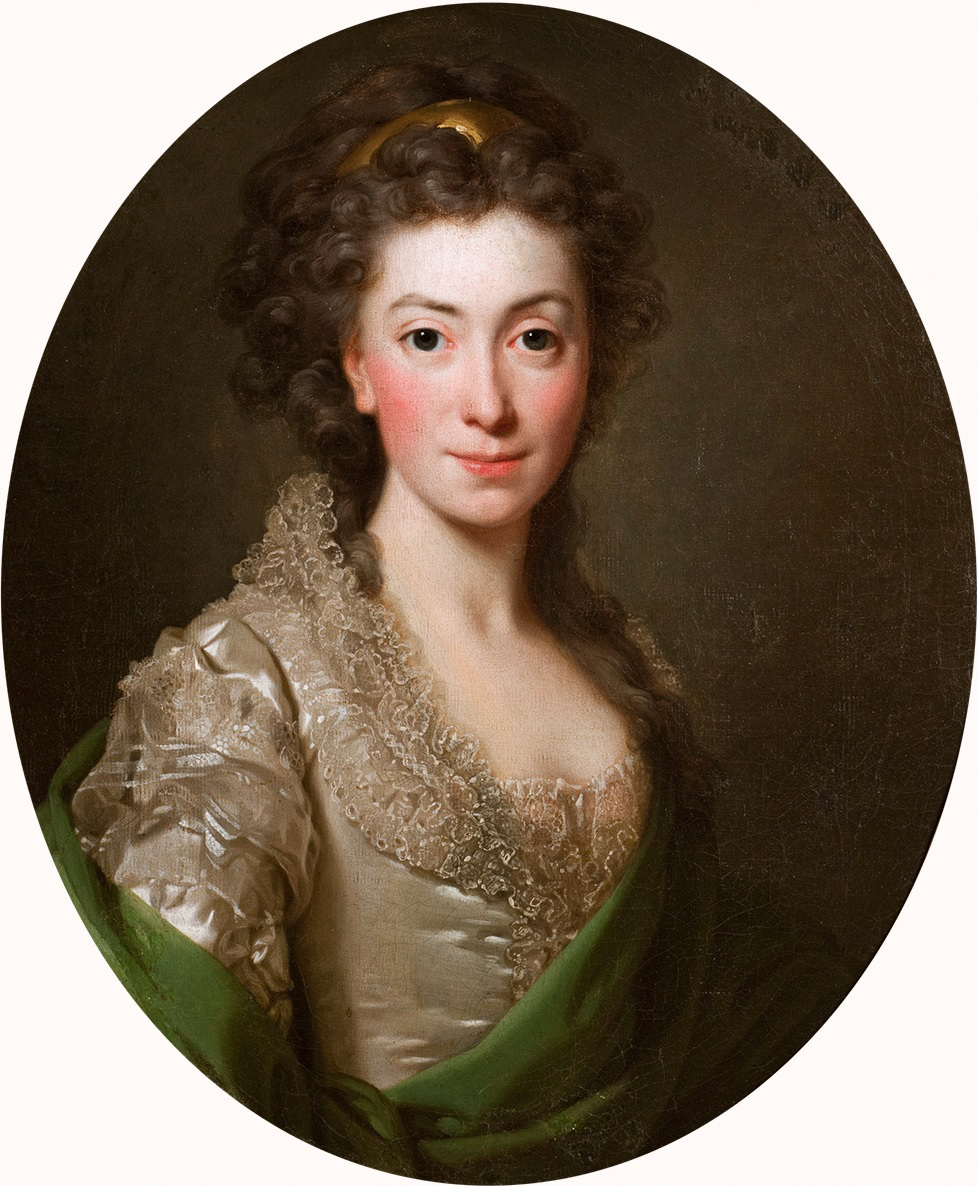
Principessa Izabela Czartoryska, nata Fleming, 1774
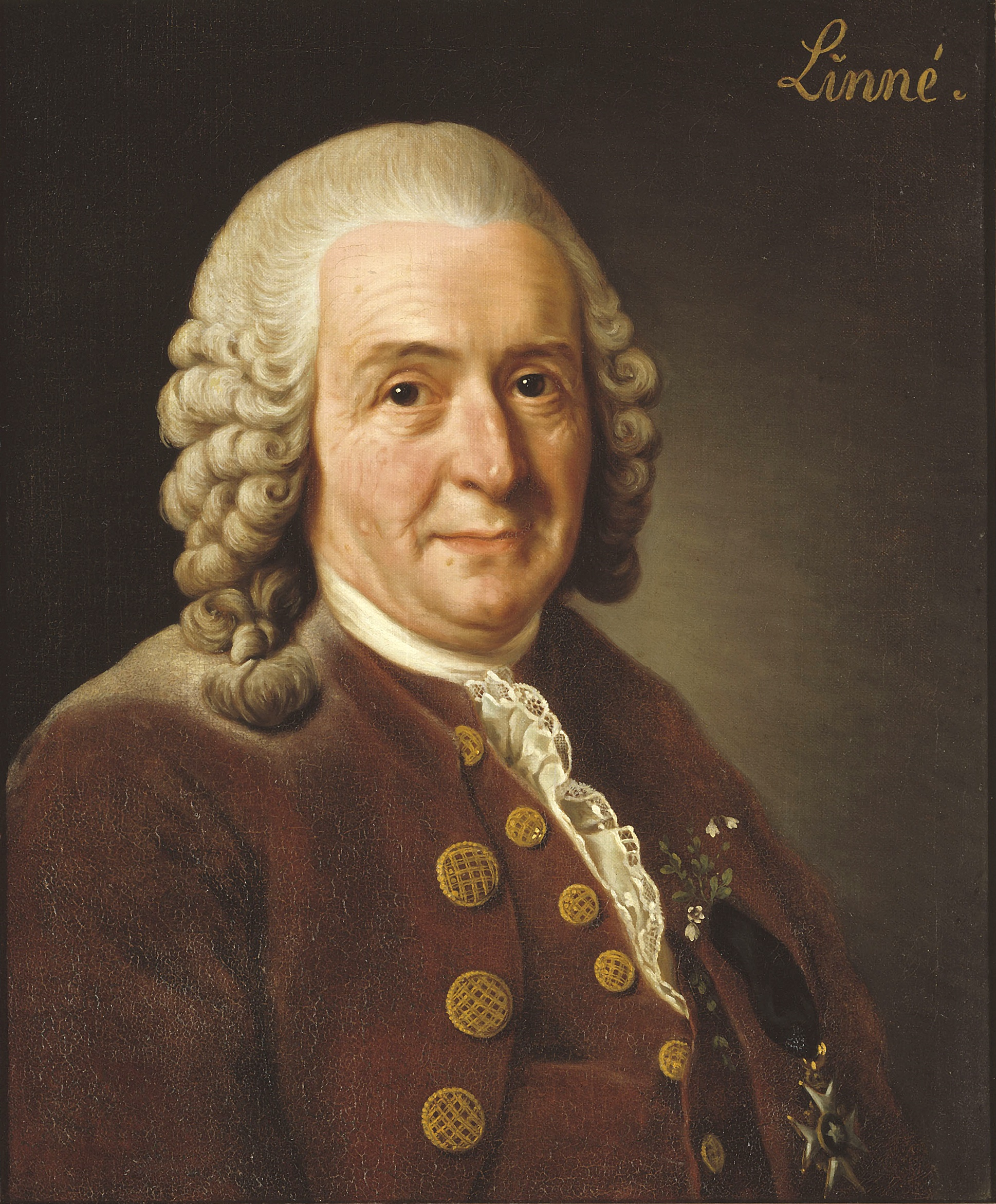
Carl von Linné, 1775
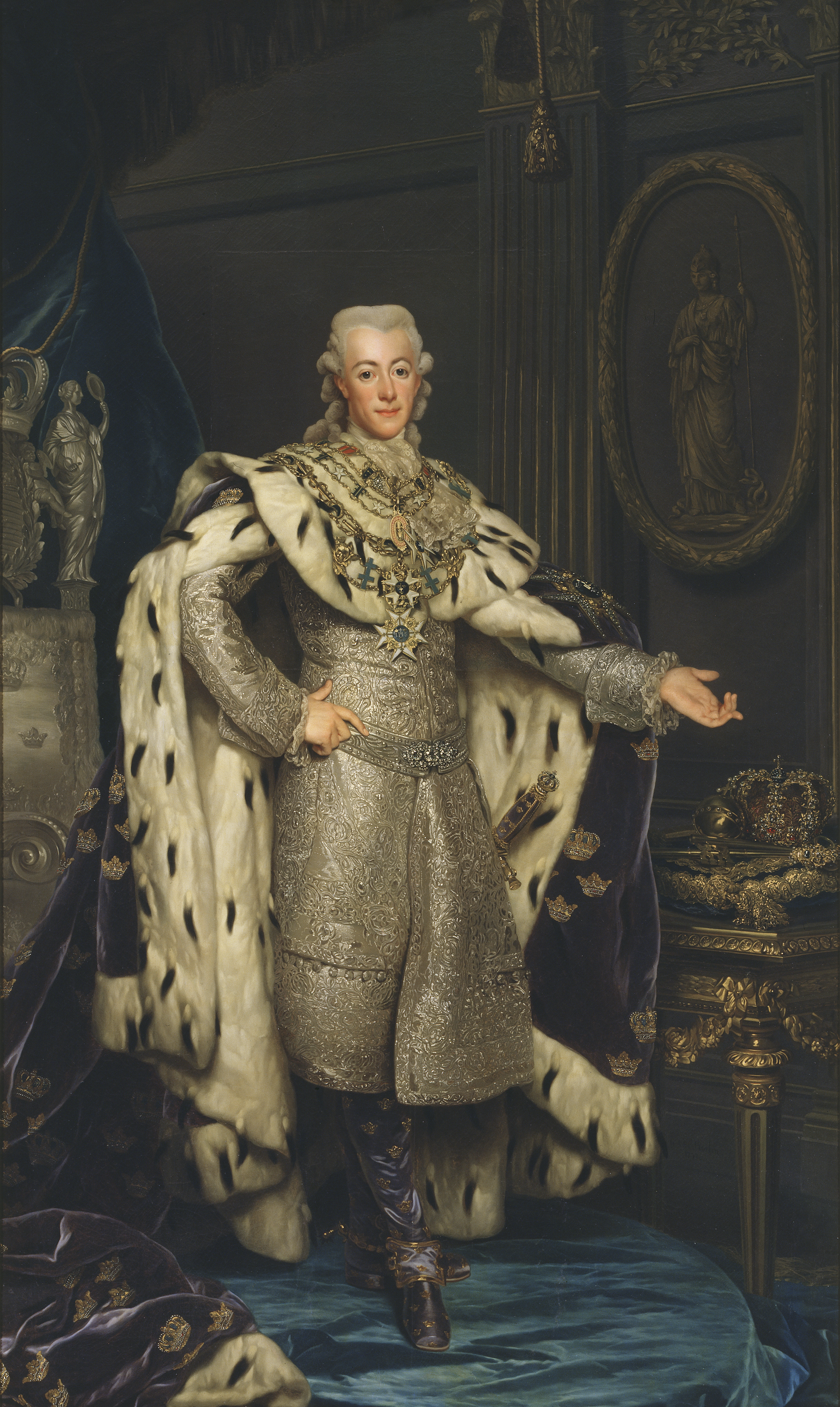
Gustavo III di Svezia, 1777
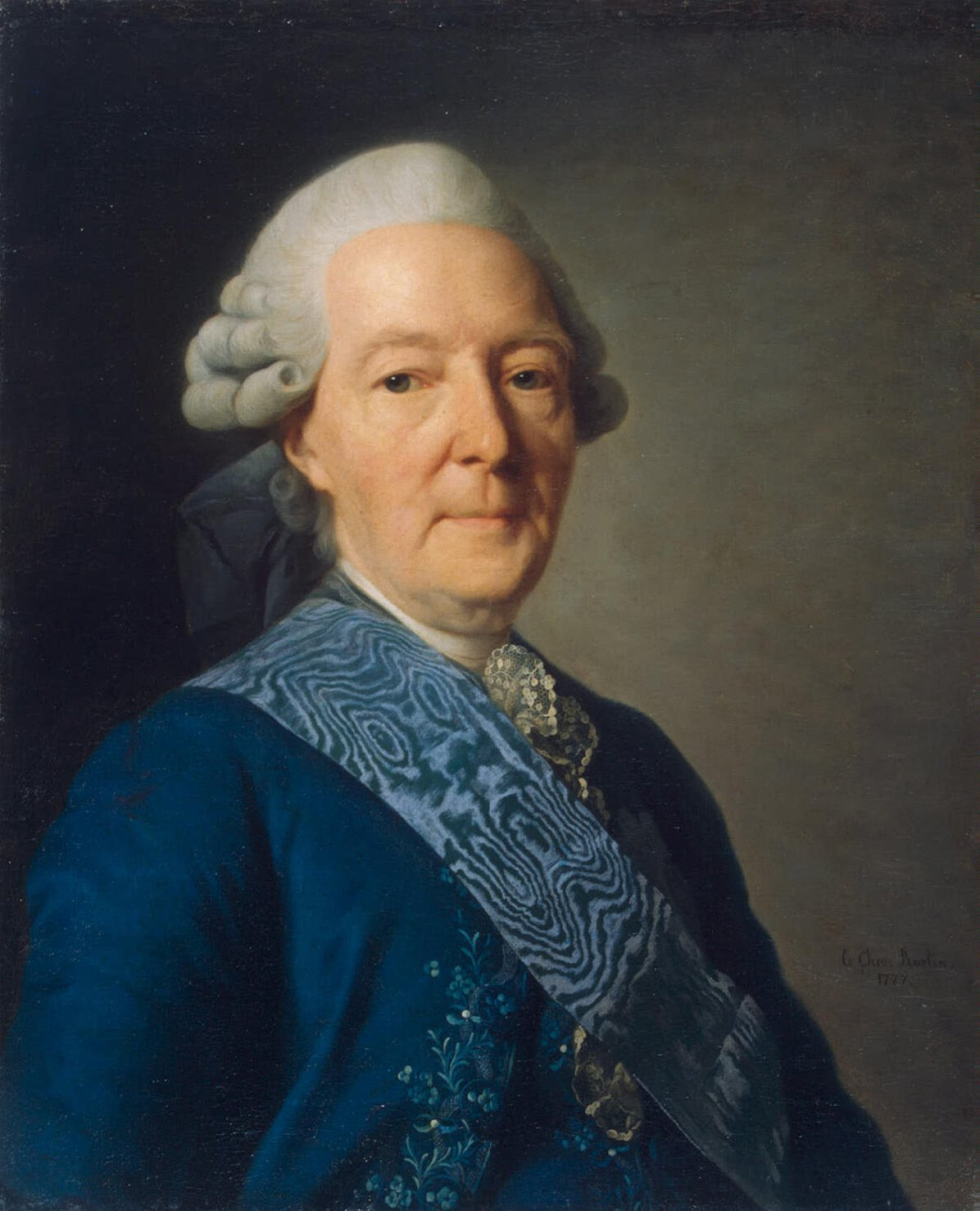
Ivan Betskoy, 1777
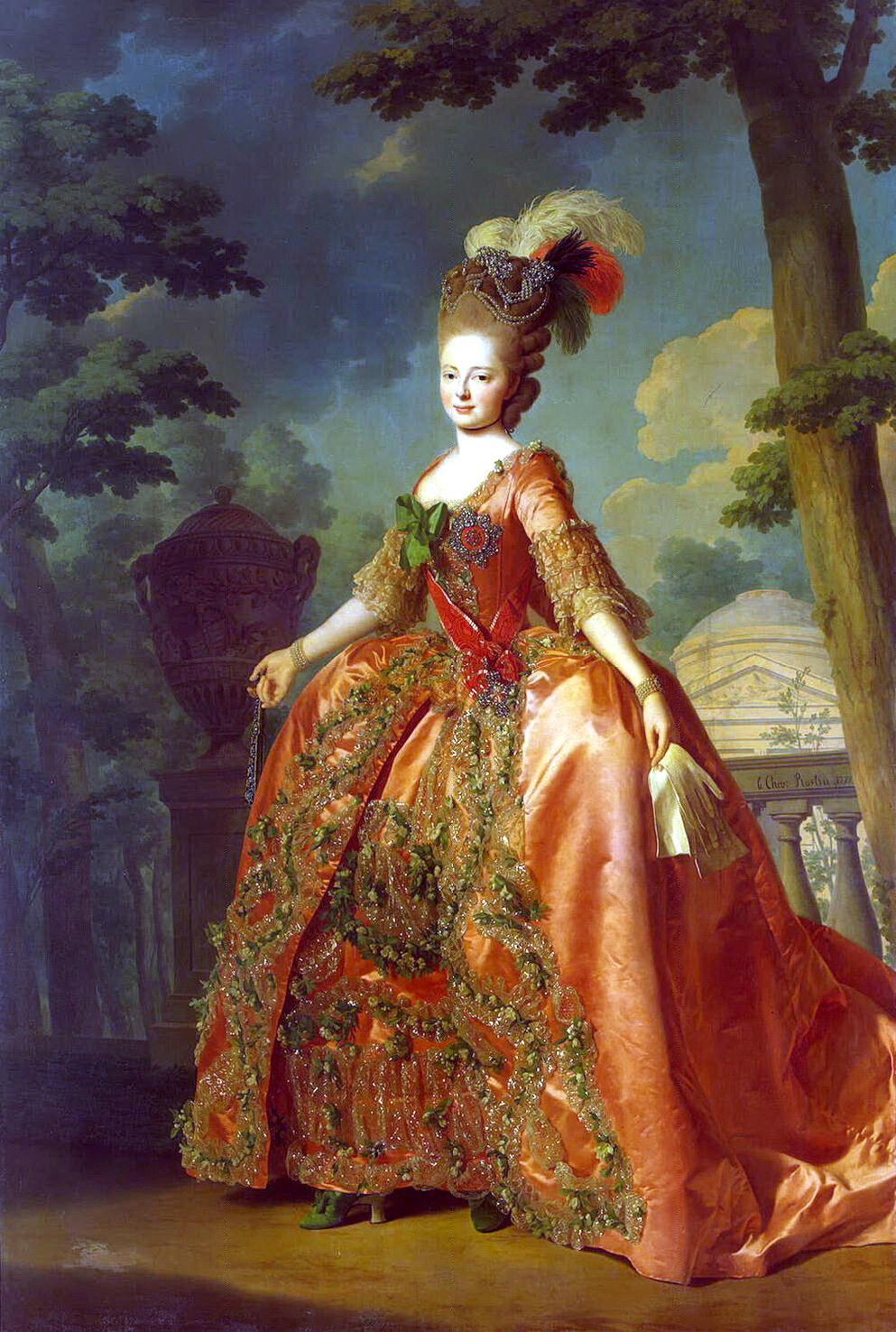
Ritratto della Granduchessa Maria Feodorovna all'età di 18 anni, 1777